# Râul Comarna
Râul Comarna este un curs de apă, afluent al râului Jijia.